# Marianna Wodzińska ks. Radziwiłłowa
Marianna Wodzińska herbu Jastrzębiec primo voto Walewska secundo voto księżna Radziwiłłowa (ur. ok. 1783, zm. czerwca 1823 w Radziwiłłmontach) – przedstawiciela biskupiej gałęzi rodu Wodzińskich, siostrzenica biskupa Gabriela Wodzińskiego, kuzynka senatora wojewody prezesa senatu Macieja Wodzińskiego i komendanta Szkoły Rycerskiej generała Ignacego Wodzińskiego.
Około 1790 roku zamężna z Ksawerym Walewskim herbu Kolumna, a w roku 1804 r. zamężna z księciem Ludwikiem Mikołajem Radziwiłłem. Była de facto bratową syna Napoleona I Bonaparte, Aleksandra Walewskiego.

## Życiorys
Dzieciństwo

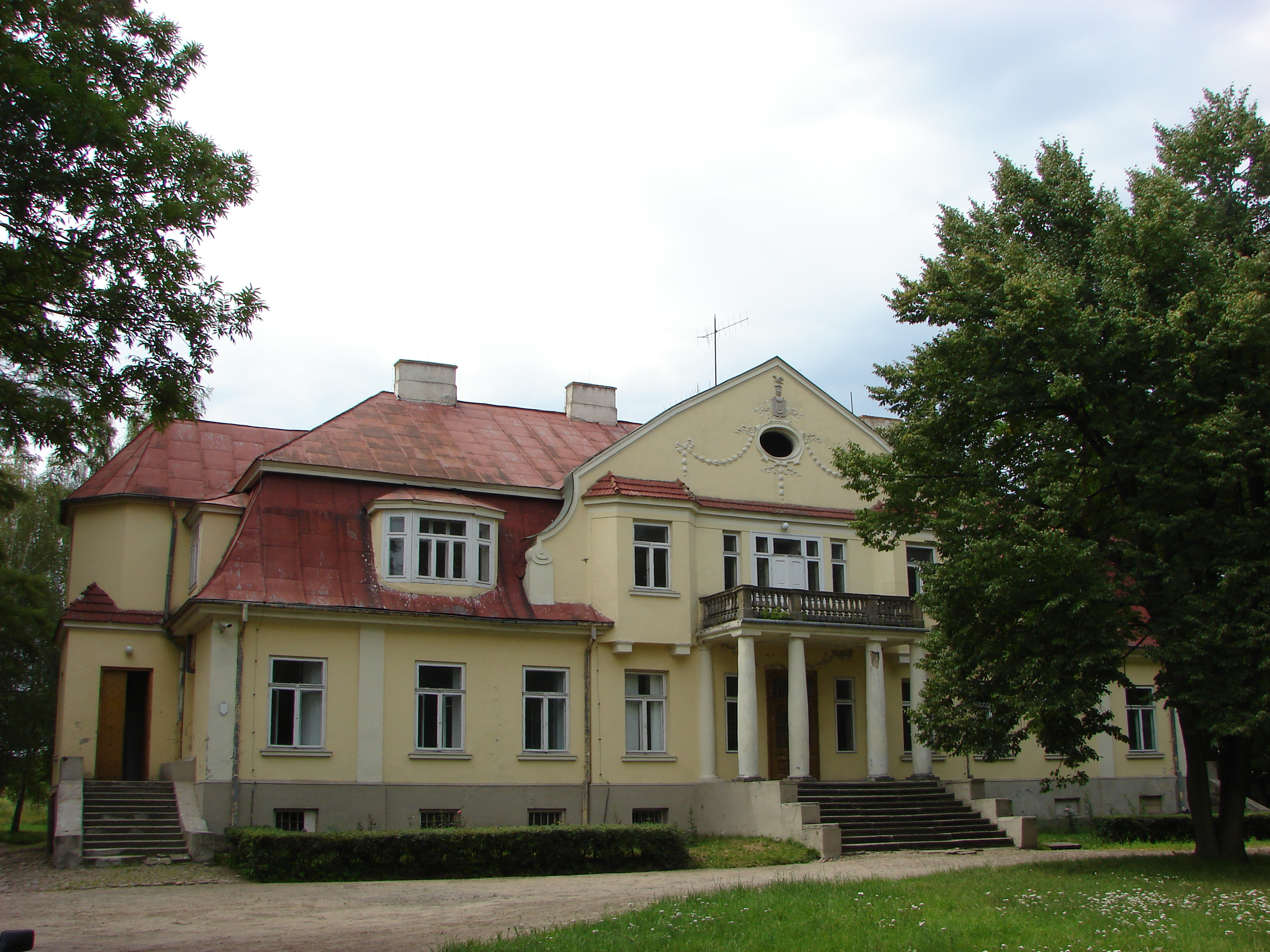
Dwór Wodzińskich w Kterach

Marianna należała do gałęzi rodu Wodzińskich nazywaną biskupią, a związaną z dworem w Kterach obok Walewic pod Łodzią.
Była córką Adama Wodzińskiego (młodszego brata Gabriela, biskupa smoleńskiego) Pana na Kterach, Zieleniewie i Oszczędowie oraz Anny Zawiszanki. Miała dwóch braci – Jana i Gabriela, oraz siostrę Kunegundę, żonę senatora kasztelana Królestwa Polskiego Ignacego Tymowskiego herbu Sas.
Wodzińscy utrzymywali bliskie relacje pomiędzy trzema gałęziami rodowymi, na które się składały (nazewnictwo Teodora Żychlińskiego):
- gałąź kasztelańska, m.in. dwór Sucha i osoby senatora kasztelana Karola Wodzińskiego, generała Ignacego Wodzińskiego
- gałąź wojewódzka, m.in. dwór Służewo i osoby senatora wojewody Macieja Wodzińskiego, posła Jana Pawła, malarki Marii
- gałąź biskupia, m.in. dwór Ktery, Zaborówek i osoby biskupa Gabriela Wodzińskiego

Nie jest znana historia ojca Marianny, Adama Wodzińskiego, i tego jak Wodzińscy wówczas żyli w Kterach, jednak skoro Pan Wodziński jedną córkę wydał za księcia Ludwika Radziwiłła XI Ordynata na Klecku a drugą za senatora kasztelana Ignacego Tymowskiego, to na pewno znaczenie polityczne i gospodarcze tej gałęzi musiało być znaczne.

O tym natomiast jak żyli Wodzińscy z gałęzi wojewódzkiej, ze Służewia, możemy się dowiedzieć z literatury:

Pan Wincenty [przyp. 1784–1849] zapobiegliwie gospodarował dużymi majętnościami swymi oraz posagowymi dobrami żony, liczącymi (...) osiemnaście tysięcy morgów [przyp. ponad 100 km2], pani Teresa organizowała życie towarzyskie i,,prowadziła salon". (...) W salonie Wincentostwa Wodzińskich zbierało się niemal codziennie wieczorem doborowe pod względem rodowym oraz intelektualnym towarzystwo. (...) Maria Wodzińska wychowywała się więc w środowisku inteligentnym i mogła mu zawdzięczać nie tylko swój rozwój umysłowy i skłonności artystyczne, ale i pewną przedwczesną nawet dojrzałość duchową

Dzieciństwo i wychowanie Marianny Wodzińskiej w dworze rodzinnym w Ktrerach musiało wyglądać podobnie.
Ślub z Ksawerym Walewskim

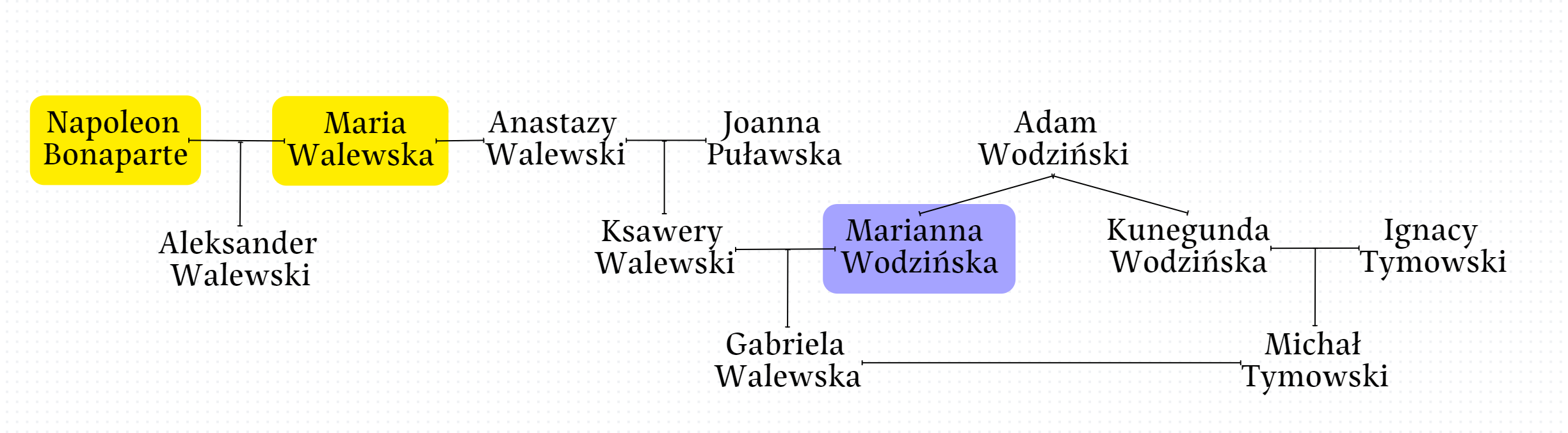
Relacja pomiędzy Napoleonem I Bonaparte a Marianną Wodzińską

Ok. 1790 r. Marianna wzięła ślub z Ksawerym Walewskim h. Kolumna synem Anastazego Walewskiego, szambelana króla Augusta oraz dowódcy 1 Brygady Kawalerii Narodowej.
Z Ksawerym miała czwórkę dzieci – Zofię, Kazimierza, Juliana i Gabrielę.

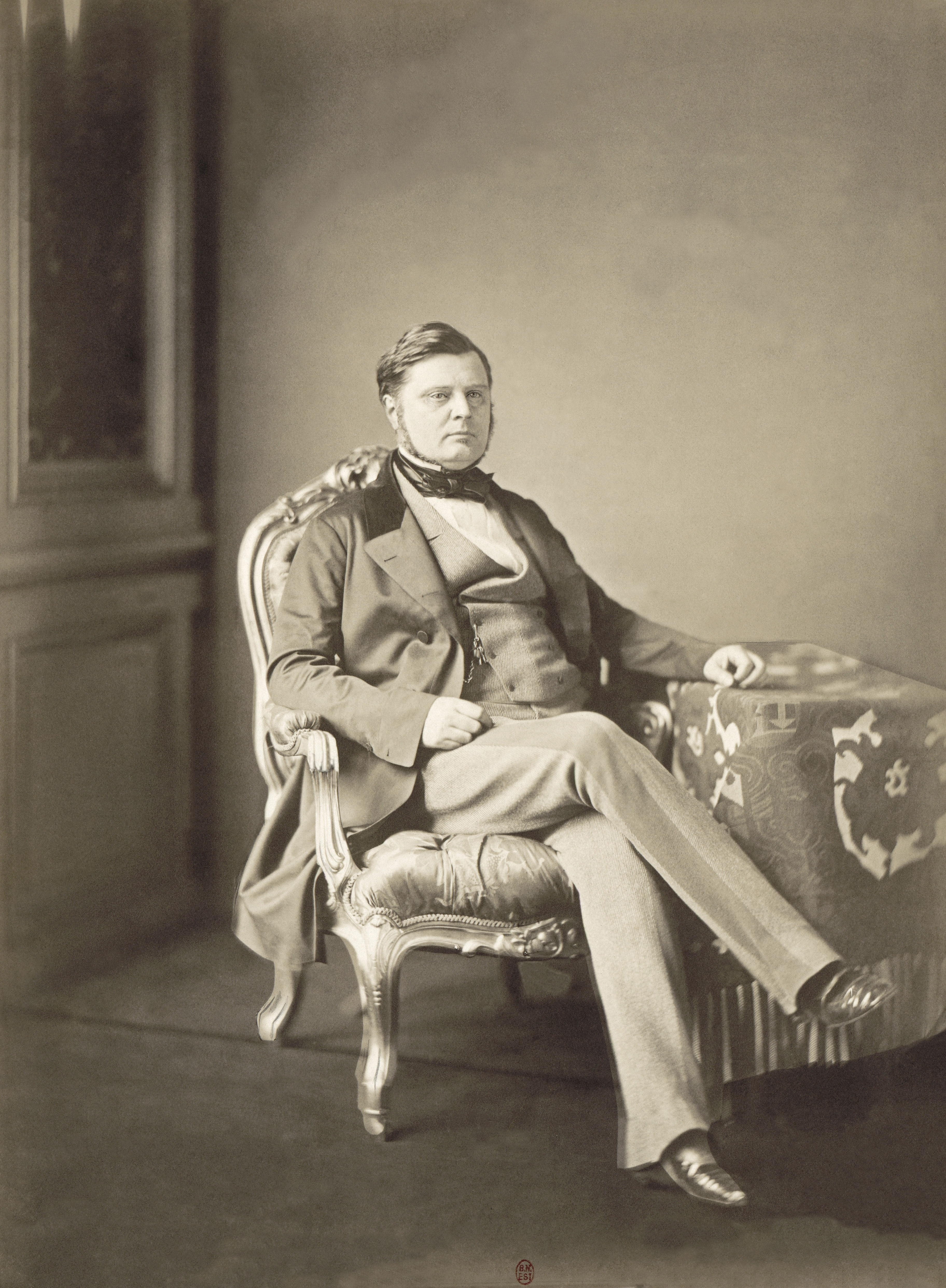
Syn Napoleona I Bonaparte Aleksander Walewski (1860)

Z Walewskimi Wodzińscy byli blisko, bo także Gabriela Walewska, Córka Ksawerego i Marii wyszła za mąż za Michała Tymowskiego, syna Kunegundy Wodzińskiej.
W relacji z Walewskimi jest też ciekawy wątek dotyczący Marii Walewskiej, kochanki Cesarza Napoleona I Bonaparte i żony Anastazego Walewskiego, który był teściem Marianny Wodzińskiej,
Maria Walewska urodziła syna, Aleksandra Walewskiego, który choć formalnie był synem Anastazego Walewskiego, w rzeczywistości był synem Napoleona I Bonaparte. Aleksander Walewski był więc bratem przyrodnim Ksawerego, męża Marianny.
Ta relacja powoduje, że de facto Marianna Wodzińska była bratową syna Napoleona I Bonaparte.
Cesarz Napoleon I Bonaparte wspierał syna. Zapewnił mu zabezpieczenie finansowe w formie dożywotniej renty oraz tytuł hrabiego cesarstwa. W kolejnych latach Aleksander zrobił karierę polityczną, będąc ministrem spraw zagranicznych Cesarstwa Francji, ministrem kultury i sztuki i marszałkiem Zgromadzenia Narodowego.
Ślub z księciem Ludwikiem Mikołajem Radziwiłłem
W 1804 r. Marianna ponownie wyszła za mąż, za księcia Ludwika Mikołaja Radziwiłła herbu Trąby, XI Ordynata na Klecku. Ludwik Mikołaj był bratem księcia Michała Gedeona Radzwiłła, Naczelnego Wodza wojsk polskich w trakcie Powstania Listopadowego.
Ludwik Mikołaj po ojcu Michale Hieronimie odziedziczył Ordynację klecką. Radziwiłłowie ustanowili tzw.ordynacje rodowe, czyli rodzaj fundacji rodowej, do której należał dany majątek. Taka ordynacja rządziła się innymi prawami (nadanymi przez sejm) i m.in. nie podlegała podziałowi podczas dziedziczenia. Celem było zabezpieczenie spuścizny rodu. Ordynacja miała jednego właściciela, z reguły najstarszego syna. Gdy nie było dziedzica, wybierany był Ordynat.
Radziwiłłowie mieli trzy główne ordynacje związane z ich trzema głównymi majątkami: nieświeską, ołycką i klecką.
Książę Ludwik Mikołaj Radziwił został XI Ordynatem na Klecku.
Po ślubie Marianna Wodzińska zamieszkała z mężem w rodowym dworze we wsi Radziwiłłmonty. Z księciem Ludwikiem miała dwójkę dzieci: 
- księżniczkę Helenę Radziwiłłównę (1805-1827)
- księcia Leona Hieronima Radziwiłła (1808-1885)

Córka Marianny Wodzińskiej, księżniczka Helena, dnia 23 stycznia 1825 w Poznaniu wzięła ślub z dalekim kuzynem z tego samego rodu, księciem Wilhelmem Fryderykiem Radziwiłłem, XIII Ordynatem na Nieświeżu.
W związku z tą relacją Marianna była XI Ordynatową klecką a jej córka Helena, XIII Ordynatową nieświeską.
Marianna i Ludwik Mikołaj żyli przez jakiś czas w Warszawie, gdzie w 1808 roku urodził się syn Hieronim Leon. Rodzice zapewnili synowi domową edukację i wychowywał go francuski emigrant-rojalista Jean de Nève.
- Pałac w Radziwiłłmontach[5]
- Ruiny pałacu, który spłonął w 1990
- Pałac w Nieświeżu[6]
- Dziedziniec w Nieświeżu

Śmierć
Księżna Marianna zmarła w czerwcu 1823 roku. Pochowana w rodzinnym dworze, Radzwiłłmontach. Pięć lat później, 1827, w bardzo młodym wieku 22 lat zmarła jej córka Helena. Jej mąż, książę Ludwik Mikołaj zmarł w 1830 roku.
Po śmierci ojca, w wieku 22 lat ich syn, książę Hieronim Leon Radziwiłł, został XII Ordynatem kleckim.